# Сакс, Ганс
Ганс Сакс (Ганс Закс; нем. Hans Sachs; 5 ноября 1494, Нюрнберг — 19 января 1576, Нюрнберг) — немецкий поэт, мейстерзингер и драматург. Сторонник и популяризатор идей Реформации. Творческое наследие Сакса — важнейший памятник бюргерской городской культуры эпохи Возрождения.

## Биография
Родился в 1494 году в Нюрнберге в семье портного. Посещал латинскую школу, затем в 1509—1511 годах учился сапожному делу, затем пять лет был странствующим подмастерьем. В это время он оказался в Иннсбруке при дворе императора Максимилиана I, по всей видимости, именно там решил изучить искусство мейстерзанга. Начал обучение в Мюнхене у Леонарда Нонненбека, а с 1520 года поселился в Нюрнберге, где стал мастером сапожного дела и одновременно активным участником и одно время председателем товарищества мейстерзингеров.
В 1519 году женился на 17-летней Кунигунде Кройцер, умершей в 1560 году. На следующий год женился вторично, на молодой вдове Барбаре Харшер. От первого брака имел семь детей, ни один из которых его не пережил.
С самого начала поддержал Реформацию в варианте Мартина Лютера. С 1523 по 1526 год выпускал диалоги-листовки с истолкованием основных положений Лютерова учения, которые и принесли ему первую известность. За это Саксу запретили заниматься литературной деятельностью, и он вынужден был зарабатывать на жизнь ремеслом сапожника. В 1529 году Нюрнберг объявил себя протестантским городом, и запрет был снят.
К середине века Ганс Сакс стал одним из самых читаемых авторов Германии, его произведения ставились на сцене. В 1558 году он сам начал издавать свои сочинения, а затем постоянно выпускал новые шванки, фастнахтшпили, драмы, стихи и прозаические диалоги.

## Творчество

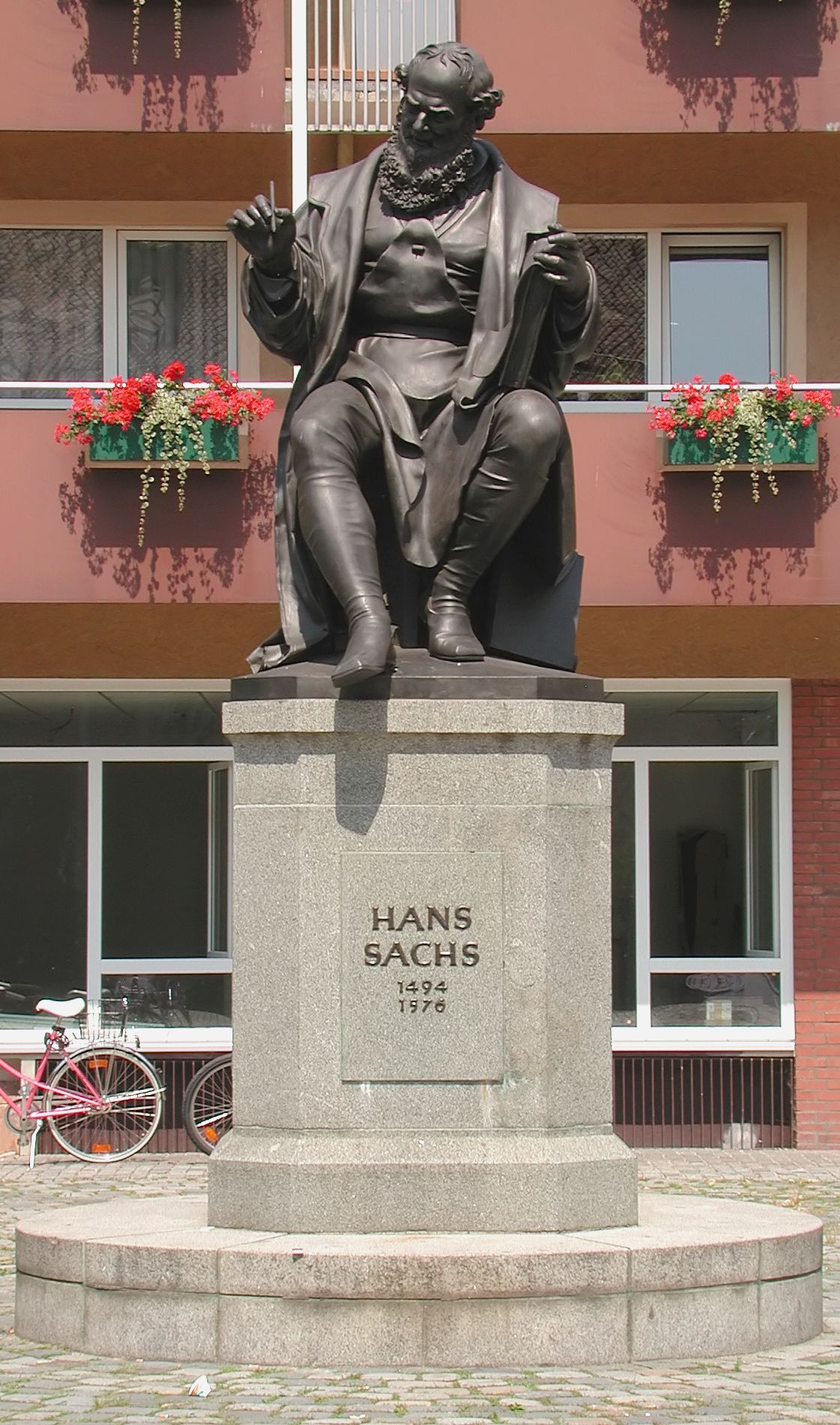
Памятник Саксу в Нюрнберге

Гансу Саксу принадлежат более 6000 стихотворений, что особенно удивительно, если учесть, что он зарабатывал на жизнь не литературным творчеством, а сапожным ремеслом. Спектр произведений поразительно широк и разнообразен. Например, среди песен встречаются как духовные, так и светские. Один и тот же материал часто встречается в разных вариантах. В «Похвальном слове городу Нюрнбергу» Сакс описывает привычный ему бюргерский образ жизни, рассказывает о количестве и состоянии городских улиц и сооружений, специальностях местных ремесленников и ярмарках.
Шванки и фастнахтшпили Сакса написаны в нюрнбергской традиции. Кроме того, ему принадлежат комедии и трагедии, сюжеты которых восходят к античности, средневековью или библейской традиции. Часто они носят дидактический и/или сатирический характер. Наиболее известны фарсы «Школяр в раю», «Корзина разносчика».
Гансу Саксу приписывают авторство тринадцати сохранившихся мелодий-моделей, или «образцовых тонов» (нем. Meistertöne), на которые распевали (по принципу контрафактуры) стихи не только Сакса, но и многих других мейстерзингеров.

## Художественный образ Сакса
После нескольких столетий забвения литературное наследие Сакса переоткрыли в 1770-е годы Виланд и Гёте, написавший к 200-летию смерти поэта длинное стихотворение «Поэтическое призвание Ганса Сакса» (1776).
Колоритный образ нюрнбергского поэта-сапожника воссоздали в своих операх В. Йировец, А. Лорцинг («Ганс Сакс», 1834) и Р. Вагнер («Нюрнбергские мейстерзингеры», 1868).

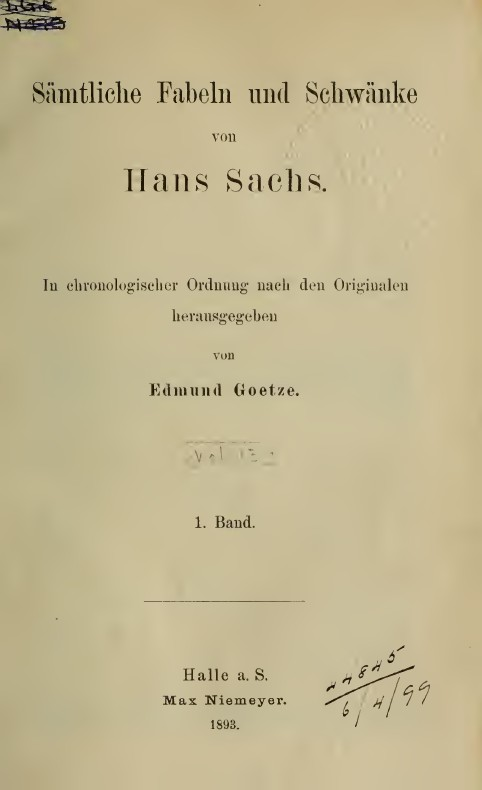
Sämtliche Fabeln und Schwänke, 1 (1893)

## Публикации текстов
- Ганс Сакс. Избранное / Составление, вступительная статья и примечания А. Г. Левинтона. — М.—Л. : ГИХЛ, 1959. — 404 с. — 25 000 экз.
- Hans Sachs, ed. A. von Keller and E. Goetze. Stuttgart, 1870—1908 (только стихи)
- Hans Sachs: Sämtliche Fabeln und Schwänke, ed. E. Goetze and C. Drescher. Halle, 1893—1913